# Durant (Oklahoma)
Durant település az Amerikai Egyesült Államok Oklahoma államában, Bryan megyében, melynek megyeszékhelye is. Lakosainak száma 18 589 fő (2020. április 1.).

## Népesség
A település népességének változása:

| 2010 | 15 856 |
| 2020 | 18 589 |